# The Groundhogs
The Groundhogs is een Britse rockband, in Londen opgericht in 1963 en genoemd naar de song Groundhog Blues van John Lee Hooker.

## Bezetting
Oprichters
- John Cruickshank (zang, 1963/64)
- Tony McPhee (gitaar, zang)
- Peter Cruickshank (basgitaar, 1963–1974, 2003/04)
- Bob Hall (piano, 1963–1965)
- Dave Boorman (drums, 1963–1965)

Laatste bezetting
- Tony McPhee (gitaar, zang)
- Joanna Deacon (zang, sinds 2011)
- Dave Anderson (basgitaar, sinds 2007)
- Carl Stokes (drums, sinds 2011)

## Geschiedenis
The Groundhogs werden door Champion Jack Dupree en in 1964 door John Lee Hooker gecontracteerd als begeleidingsband voor hun optredens in het Verenigd Koninkrijk. Hooker hielp hen ook aan een single, die werd uitgebracht in de Verenigde Staten maar commercieel geen succes had. Met Hooker namen The Groundhogs in het Verenigd Koninkrijk het album Live at the A-Go-Go Club op. In 1965 maakte de band enkele eigen opnamen, die echter of niet werden uitgebracht of zonder noemenswaardig succes bleven.
Met het afnemen van de Britse bluesboom wijzigden The Groundhogs eind 1965 hun stijl en veranderden in een soulband met blazerssectie. Ze namen nummers als I'll Never Fall in Love Again op. Wegens het uitblijven van succes werd de band uiteindelijk ontbonden, en Tony McPhee ging werken als sessiemuzikant voor onder anderen Champion Jack Dupree.
Uit de band ontstond in 1966 Herbal Mixture, die opschoof richting psychedelische muziek, maar commercieel weinig succes had.
Tony McPhee formeerde de band opnieuw. Na het eerste album in 1968 werd de muziekstijl zienderogen geëlektrificeerd. De klassieke bezetting, nu bestaand uit McPhee, Peter Cruickshank en Ken Pustelnik (drums) speelde vier albums in, waarvan Split de Britse hitlijst haalde (#5). The Rolling Stones contracteerde de band als voorprogramma voor de Britse tournee in 1971.
De band werd nooit zo bekend als andere toenmalige powertrio's, zoals Cream en Taste. Tony McPhee geldt echter als een van de voortreffelijkste Britse bluesgitaristen. Zijn vaak met Jimi Hendrix vergeleken stijl, met omvangrijke solo's en ongewone soundeffecten, kenmerkte de sound van de band. De teksten waren aanvankelijk vaak politiek gemotiveerd, zoals Thank Christ for the Bomb.
In 1972 werd Pustelnik vervangen door Clive Brooks. De band werd in 1976 ontbonden. McPhee speelde echter in de daaropvolgende periode met wisselende muzikanten, maar ook met de oorspronkelijke bezetting in clubs en op festivals onder de naam Groundhogs en Tony McPhee's Groundhogs. De band heeft een trouwe schare fans en was tot 2014 actief, toen McPhee om gezondheidsredenen moest stoppen.

## Discografie

### Als The Groundhogs
- 1968: The Groundhogs with John Lee Hooker and John Mayall
- 1968: Scratchin' the Surface (studioalbum)
- 1969: Blues Obituary (studioalbum)
- 1970: Thank Christ For The Bomb (studioalbum)
- 1971: Split (studioalbum)
- 1972: Who Will Save the World? The Mighty Groundhogs (studioalbum)
- 1972: Hogwash (studioalbum)
- 1974: Solid (studioalbum)
- 1976: Crosscut Saw (studioalbum)
- 1976: Black Diamond (studioalbum)
- 1984: Hoggin' The Stage (live)
- 1985: Razor's Edge (studioalbum)
- 1986: Moving Fast, Standing Still
- 1987: Back Against the Wall (studioalbum)
- 1988: Extremely Live
- 1988: Hogs On The Road (live)
- 1990: No Surrender (live)
- 1993: Groundhog Night… Groundhog Live
- 1996: Who Said Cherry Red
- 1998: Live at Leeds 71 (live)
- 1998: Hogs in Wolf’s Clothing (studioalbum)
- 1999: The Muddy Waters Song Book (studioalbum)
- 1999: UK Tour '76
- 2001: Live At The Astoria
- 2005: Joker's Grave (2cd-Set, bevat de albums Solid en Live At The Astoria, Eagle Rock/Membran)
- 2014: Live at Anti WAA Festival 1989 (cd, Nibelung Records)

### Als Tony McPhee & the Groundhogs
- 1973: Two Sides of  Tony (TS) Mc Phee (Tony McPhee solo)
- 1989: No Surrender
- 1993: Foolish Pride (Tony McPhee solo)
- 1997: Bleaching the Blues (Tony McPhee solo)

### Dvd's en video's
- 1999: Live At The Astoria (video)
- 2005: 60/40 Split (dvd)
- 2014: Live at Anti WAA Festival 1989 (dvd, Nibelung Records)